# Leichtathletik-Weltmeisterschaften 2007/400 m Hürden der Frauen

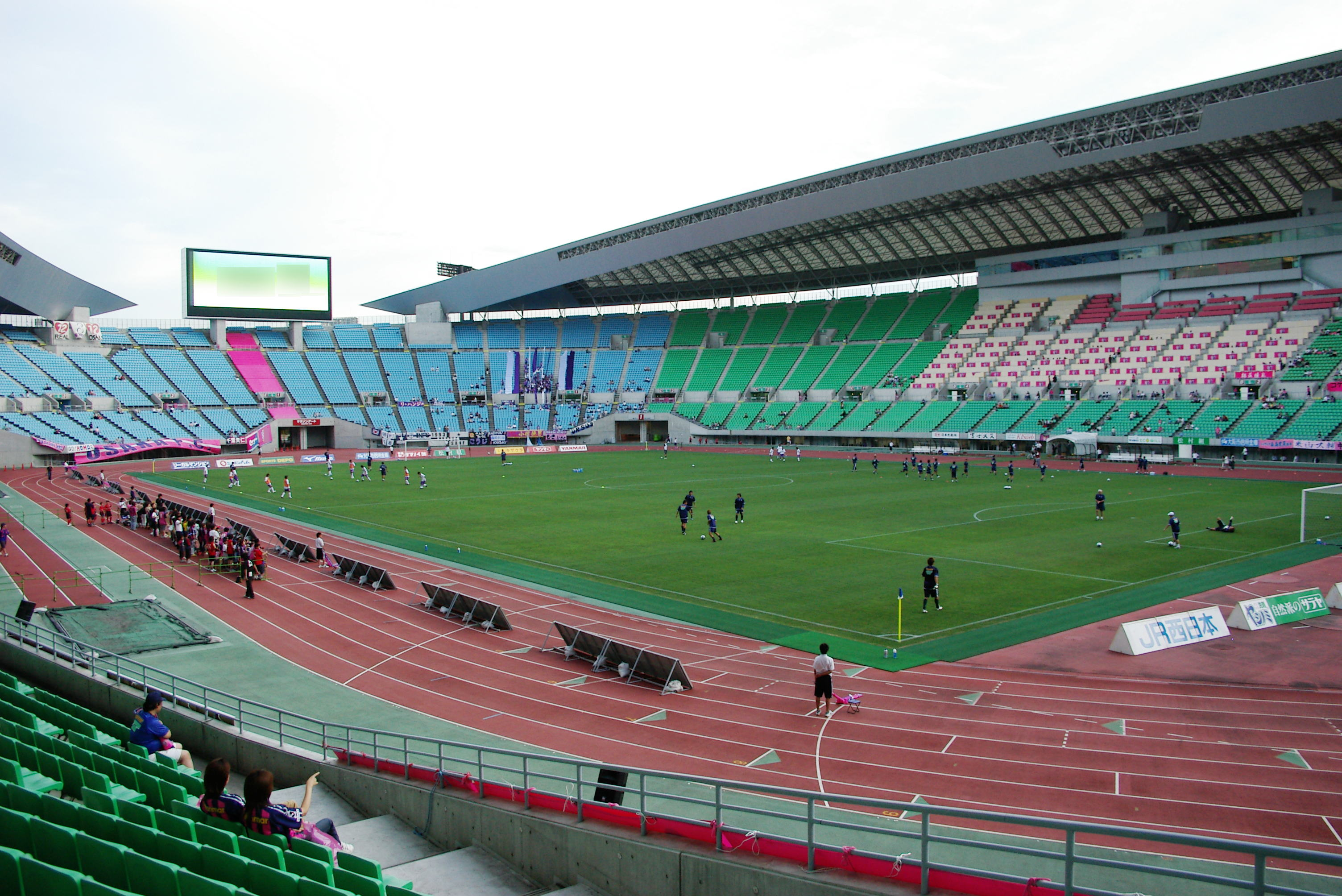
Das Nagai-Stadion in Osaka im Jahr 2004

Der 400-Meter-Hürdenlauf der Frauen bei den Leichtathletik-Weltmeisterschaften 2007 wurde vom 27. bis 30. August 2007 im Nagai-Stadion der japanischen Stadt Osaka ausgetragen.
Es siegte die australische Weltmeisterin von 2003 Jana Pittman.

Zweite wurde die russische Titelverteidigerin, Vizeweltmeisterin von 2001, WM-Dritte von 2003 und Weltrekordinhaberin Julija Petschonkina. Sie hatte außerdem mit der 4-mal-400-Meter-Staffel ihres Landes 2001 WM-Bronze und 2003 WM-Silber gewonnen. Sie kam hier am Schlusstag mit dieser Staffel noch zu WM-Gold.

Die polnische EM-Dritte von 2002 Anna Jesień errang die Bronzemedaille. Sie hatte darüber hinaus als Mitglied der 4-mal-400-Meter-Staffel Polens 2002 und 2006 EM-Bronze errungen.

## Bestehende Rekorde
| Weltrekord               | 52,34 s | Julija Petschonkina | Tula, Russland                | 8. August 2003  |
| Weltmeisterschaftsrekord | 52,61 s | Kim Batten          | WM 1995 in Göteborg, Schweden | 11. August 1995 |

Der bestehende WM-Rekord wurde bei diesen Weltmeisterschaften nicht eingestellt und nicht verbessert.
Im Halbfinale am 28. August wurden zwei Landesrekorde aufgestellt:
- 55,04 s – Zuzana Hejnová (Tschechien), 1. Halbfinale
- 53,86 s – Anna Jesień (Polen), 3. Halbfinale

## Vorrunde
Die Vorrunde wurde in fünf Läufen durchgeführt. Die ersten vier Athletinnen pro Lauf – hellblau unterlegt – sowie die darüber hinaus vier zeitschnellsten Läuferinnen – hellgrün unterlegt – qualifizierten sich für das Halbfinale.

### Vorlauf 1
27. August 2007, 10:50 Uhr
| Platz | Name                 | Nation         | Zeit        |
| ----- | -------------------- | -------------- | ----------- |
| 1     | Julija Petschonkina  | Russland       | 054,50 s    |
| 2     | Nickiesha Wilson     | Jamaika        | 055,15 s    |
| 3     | Tasha Danvers-Smith  | Großbritannien | 055,67 s    |
| 4     | Nicole Leach         | USA            | 055,95 s    |
| 5     | Hristína Hantzí-Neag | Griechenland   | 056,37 s    |
| 6     | Satomi Kubokura      | Japan          | 057,01 s    |
| 7     | Ilona Punkkinen      | Finnland       | 057,64 s    |
| 8     | Nadia Nazir          | Pakistan       | 1:04,76 min |

### Vorlauf 2
27. August 2007, 10:58 Uhr
| Platz | Name                     | Nation       | Zeit    |
| ----- | ------------------------ | ------------ | ------- |
| 1     | Tiffany Williams         | USA          | 54,24 s |
| 2     | Anna Jesień              | Polen        | 55,01 s |
| 3     | Tatjana Asarowa          | Kasachstan   | 55,93 s |
| 4     | Zwetelina Kirilowa       | Bulgarien    | 56,77 s |
| 5     | Aïssata Soulama          | Burkina Faso | 57,06 s |
| 6     | Anastassija Rabtschenjuk | Ukraine      | 57,31 s |
| 7     | Özge Gürler              | Türkei       | 57,40 s |

### Vorlauf 3

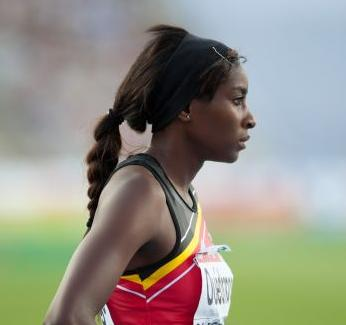
Élodie Ouédraogo schied als Sechste ihres Vorlaufs aus
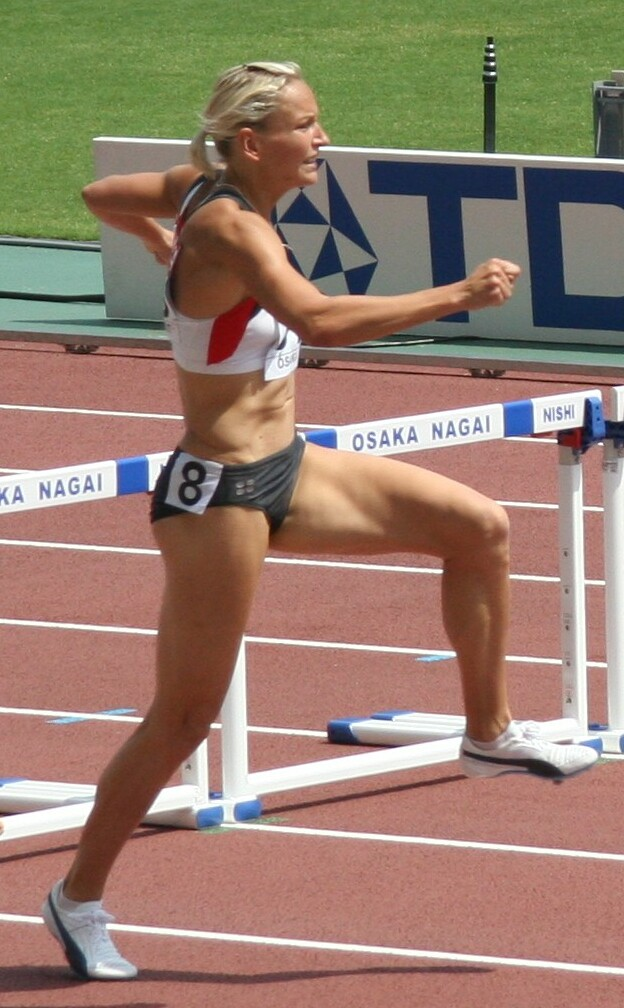
Ulrike Urbansky erreichte mit ihrem siebten Rang im dritten Vorlauf nicht die nächste Runde

27. August 2007, 11:06 Uhr
| Platz | Name                           | Nation       | Zeit    |
| ----- | ------------------------------ | ------------ | ------- |
| 1     | Tetjana Tereschtschuk-Antipowa | Ukraine      | 54,74 s |
| 2     | Melaine Walker                 | Jamaika      | 55,40 s |
| 3     | Fani Chalkia                   | Griechenland | 55,66 s |
| 4     | Zuzana Hejnová                 | Tschechien   | 55,87 s |
| 5     | Jekaterina Bikert              | Russland     | 56,23 s |
| 6     | Élodie Ouédraogo               | Belgien      | 56,44 s |
| 7     | Ulrike Urbansky                | Deutschland  | 56,76 s |
| 8     | Michelle Carey                 | Irland       | 57,10 s |

### Vorlauf 4

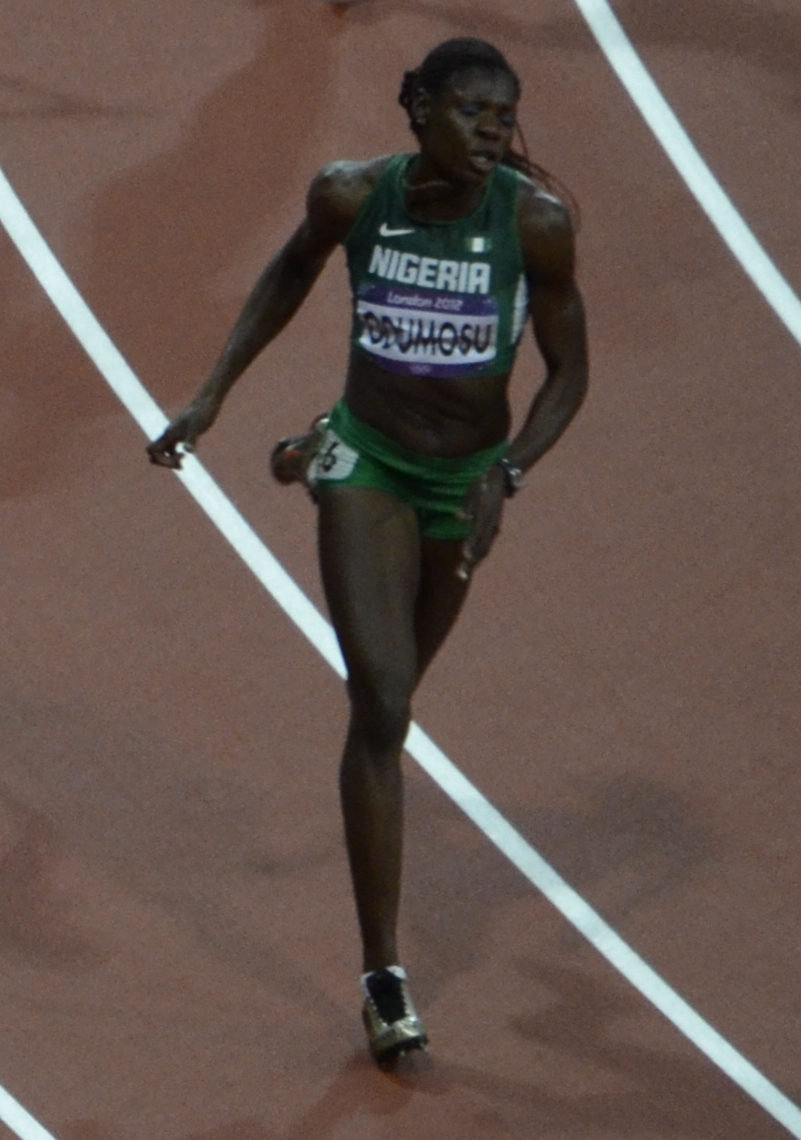
Mit ihrer Zeit von mehr als 59 Sekunden hatte Muizat Ajoke Odumosu keine Chance auf ein Weiterkommen

27. August 2007, 11:14 Uhr
| Platz | Name                 | Nation     | Zeit    |
| ----- | -------------------- | ---------- | ------- |
| 1     | Jana Pittman         | Australien | 54,77 s |
| 2     | Natalja Iwanowa      | Russland   | 55,52 s |
| 3     | Muna Jabir Adam      | Sudan      | 55,80 s |
| 4     | Ionela Târlea        | Rumänien   | 55,90 s |
| 5     | Kaliese Spencer      | Jamaika    | 55,93 s |
| 6     | Erica Mårtensson     | Schweden   | 56,19 s |
| 7     | Muizat Ajoke Odumosu | Nigeria    | 59,05 s |

### Vorlauf 5

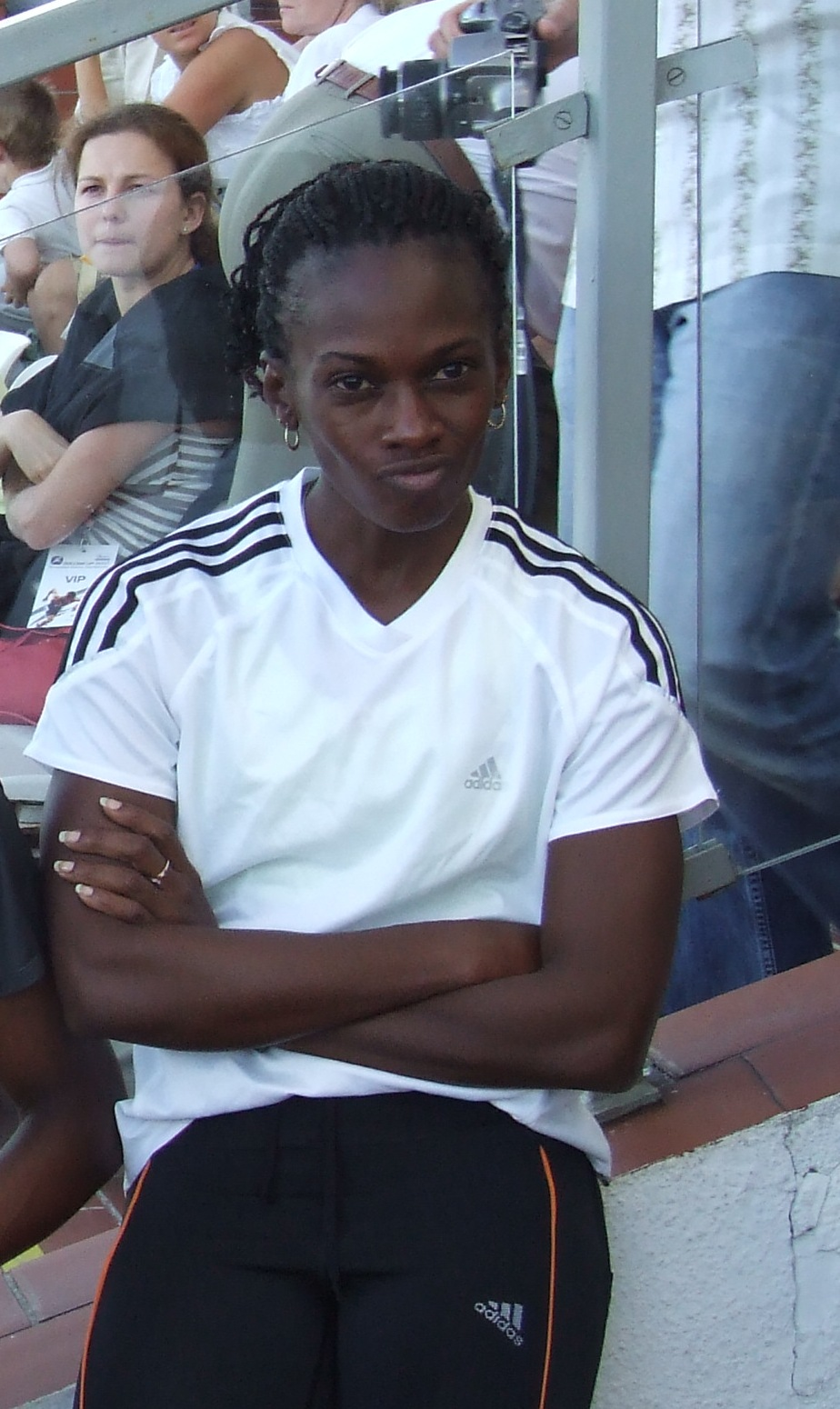
Andrea Blackett – Rang fünf in ihrem Vorlauf und damit ausgeschieden

27. August 2007, 11:22 Uhr
| Platz | Name               | Nation              | Zeit    |
| Platz | Name               | Nation              | Zeit    |
| ----- | ------------------ | ------------------- | ------- |
| 1     | Huang Xiaoxiao     | Volksrepublik China | 55,64 s |
| 2     | Jewgenija Issakowa | Russland            | 56,02 s |
| 3     | Sheena Johnson     | USA                 | 56,30 s |
| 4     | Christina Kron     | Deutschland         | 57,28 s |
| 5     | Andrea Blackett    | Barbados            | 57,70 s |
| 6     | Lamiae Lhabz       | Marokko             | 57,81 s |
| 7     | Lucimar Teodoro    | Brasilien           | 58,32 s |

## Halbfinale
Aus den drei Halbfinalläufen qualifizierten sich die jeweils ersten beiden Athletinnen – hellblau unterlegt – sowie die darüber hinaus zwei zeitschnellsten Läuferinnen – hellgrün unterlegt – für das Finale.

### Halbfinallauf 1

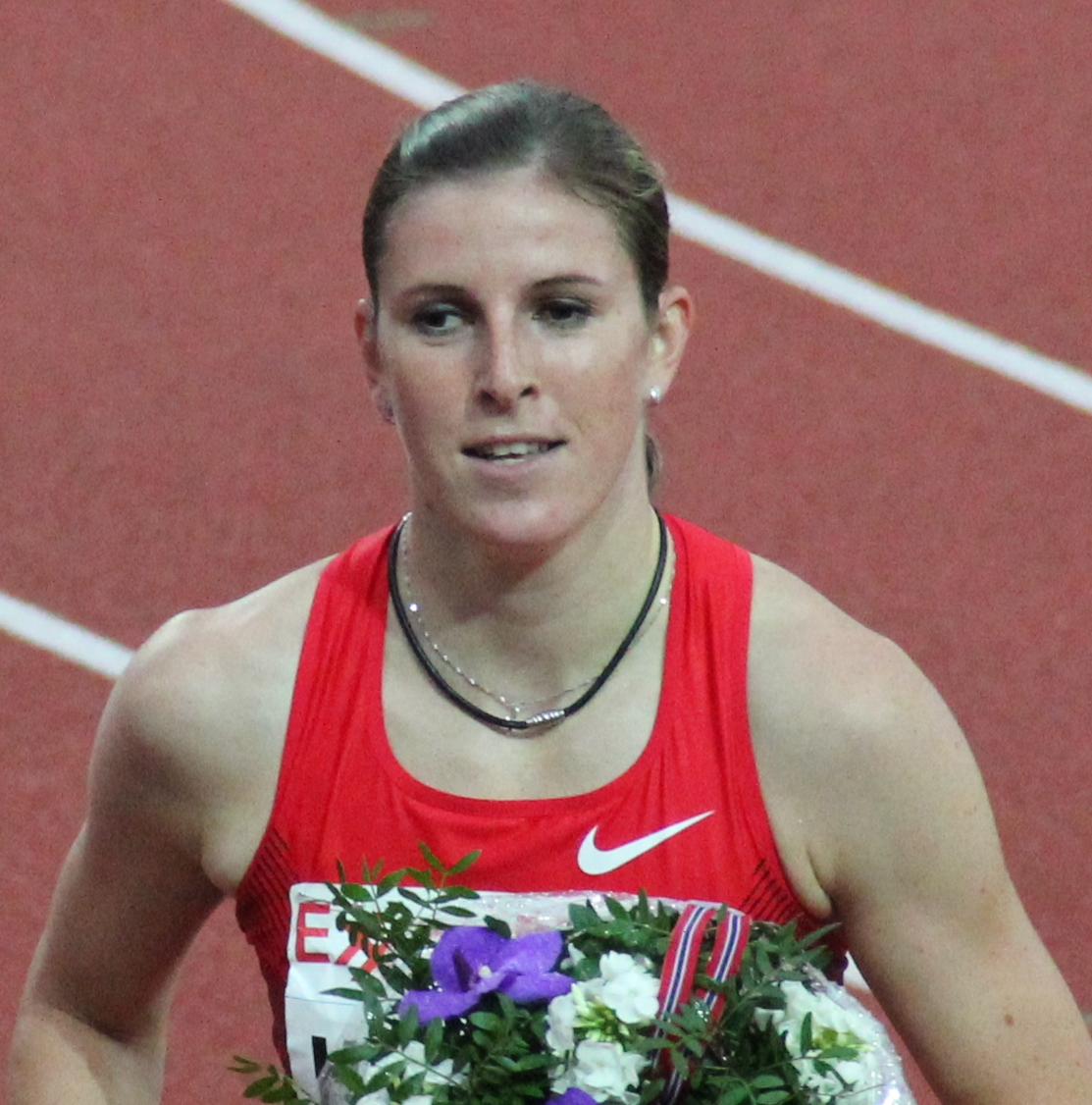
Trotz ihres Landesrekords schaffte es Zuzana Hejnová nicht ins Finale
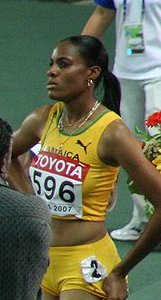
Kaliese Spencer wurde Achte im ersten Halbfinale und schied damit aus

28. August 2007, 21:40 Uhr
| Platz | Name                           | Nation         | Zeit       |
| ----- | ------------------------------ | -------------- | ---------- |
| 1     | Jana Pittman                   | Australien     | 53,57 s    |
| 2     | Tasha Danvers-Smith            | Großbritannien | 54,08 s    |
| 3     | Jewgenija Issakowa             | Russland       | 54,11 s    |
| 4     | Tetjana Tereschtschuk-Antipowa | Ukraine        | 54,38 s    |
| 5     | Sheena Johnson                 | USA            | 54,55 s    |
| 6     | Zuzana Hejnová                 | Tschechien     | 55,04 s NR |
| 7     | Erica Mårtensson               | Schweden       | 56,46 s    |
| 8     | Kaliese Spencer                | Jamaika        | 56,69 s    |

### Halbfinallauf 2

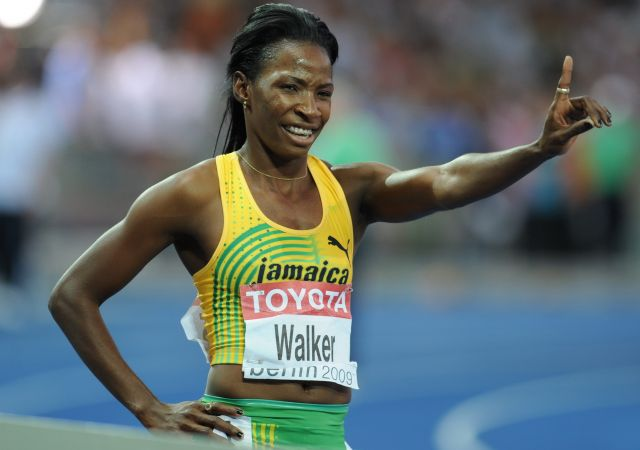
Melaine Walker verfehlte das Finale um einen Rang
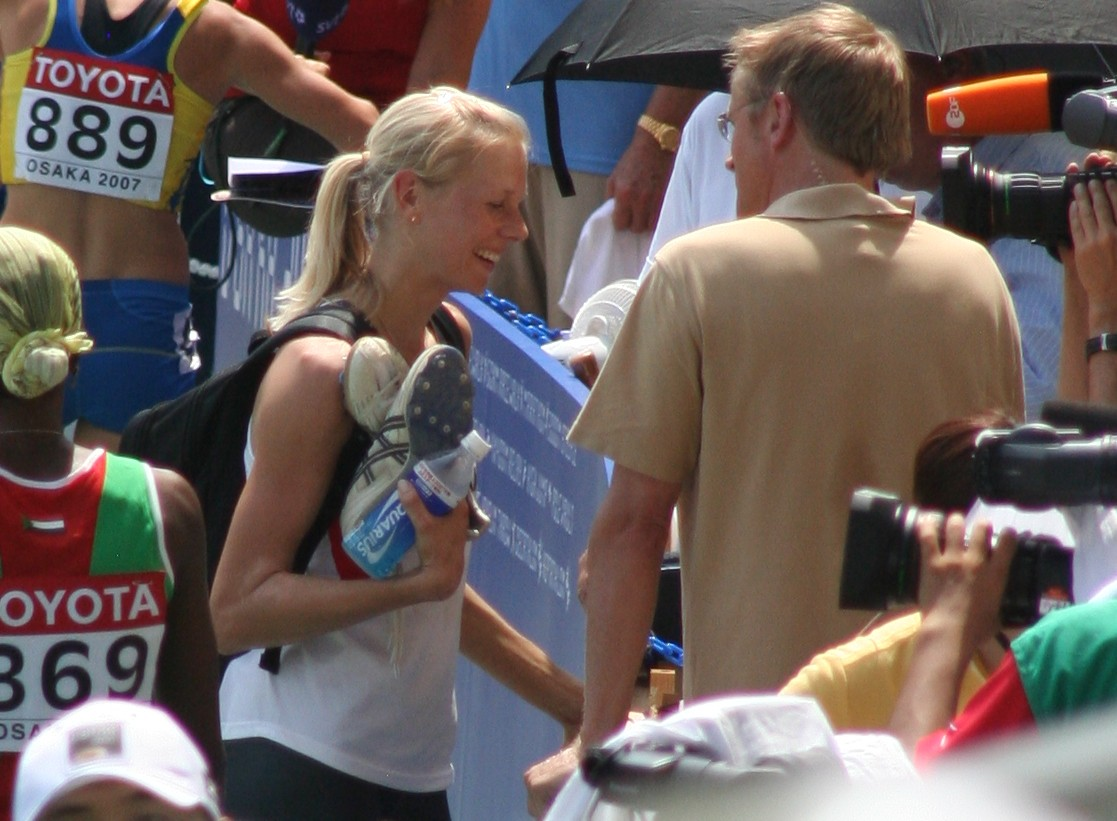
Für Christina Kron war der Wettkampf nach ihrem sechsten Platz im zweiten Halbfinale beendet

28. August 2007, 21:48 Uhr
| Platz | Name                | Nation              | Zeit        |
| ----- | ------------------- | ------------------- | ----------- |
| 1     | Julija Petschonkina | Russland            | 053,82 s    |
| 2     | Huang Xiaoxiao      | Volksrepublik China | 054,00 s    |
| 3     | Melaine Walker      | Jamaika             | 054,54 s    |
| 4     | Tatjana Asarowa     | Kasachstan          | 055,74 s    |
| 5     | Christina Kron      | Deutschland         | 056,05 s    |
| 6     | Nicole Leach        | USA                 | 056,10 s    |
| 7     | Fani Chalkia        | Griechenland        | 056,58 s    |
| 8     | Jekaterina Bikert   | Russland            | 1:00,07 min |

### Halbfinallauf 3

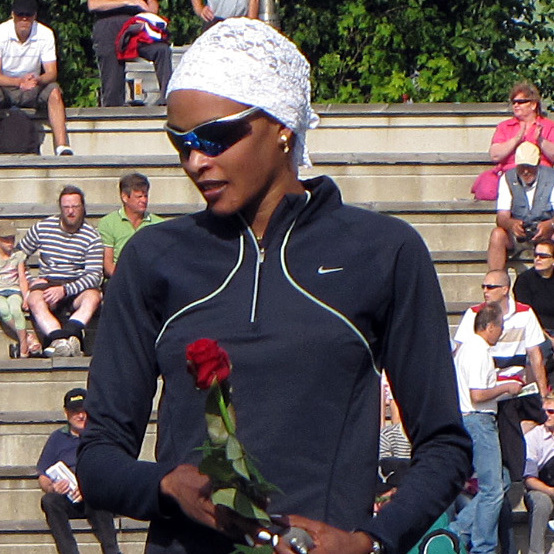
Muna Jabir Adam scheiterte als Sechste ihres Rennens im Halbfinale

28. August 2007, 21:56 Uhr
| Platz | Name                 | Nation       | Zeit       |
| ----- | -------------------- | ------------ | ---------- |
| 1     | Anna Jesień          | Polen        | 53,86 s NR |
| 2     | Nickiesha Wilson     | Jamaika      | 53,97 s    |
| 3     | Tiffany Williams     | USA          | 54,15 s    |
| 4     | Natalja Iwanowa      | Russland     | 54,88 s    |
| 5     | Ionela Târlea        | Rumänien     | 55,45 s    |
| 6     | Muna Jabir Adam      | Sudan        | 55,61 s    |
| 7     | Zwetelina Kirilowa   | Bulgarien    | 56,03 s    |
| 8     | Hristína Hantzí-Neag | Griechenland | 56,35 s    |

## Finale

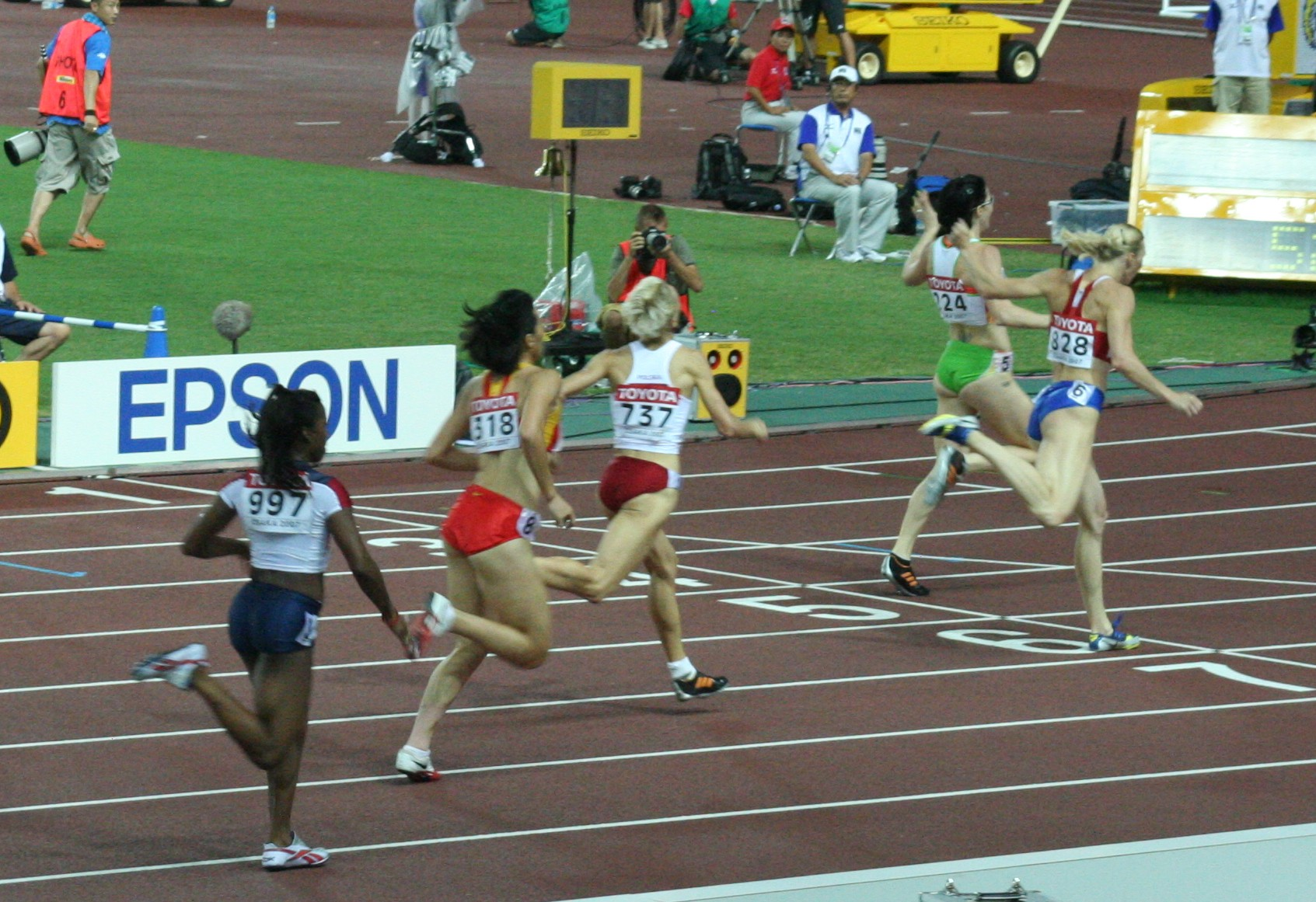
Das Finish über 400 m Hürden

30. August 2007, 20:25 Uhr
| Platz | Name                | Nation              | Zeit (s) |
| ----- | ------------------- | ------------------- | -------- |
| 1     | Jana Pittman        | Australien          | 53,31    |
| 2     | Julija Petschonkina | Russland            | 53,50    |
| 3     | Anna Jesień         | Polen               | 53,92    |
| 4     | Nickiesha Wilson    | Jamaika             | 54,10    |
| 5     | Huang Xiaoxiao      | Volksrepublik China | 54,15    |
| 6     | Jewgenija Issakowa  | Russland            | 54,50    |
| 7     | Tiffany Williams    | USA                 | 54,63    |
| 8     | Tasha Danvers-Smith | Großbritannien      | 54,94    |

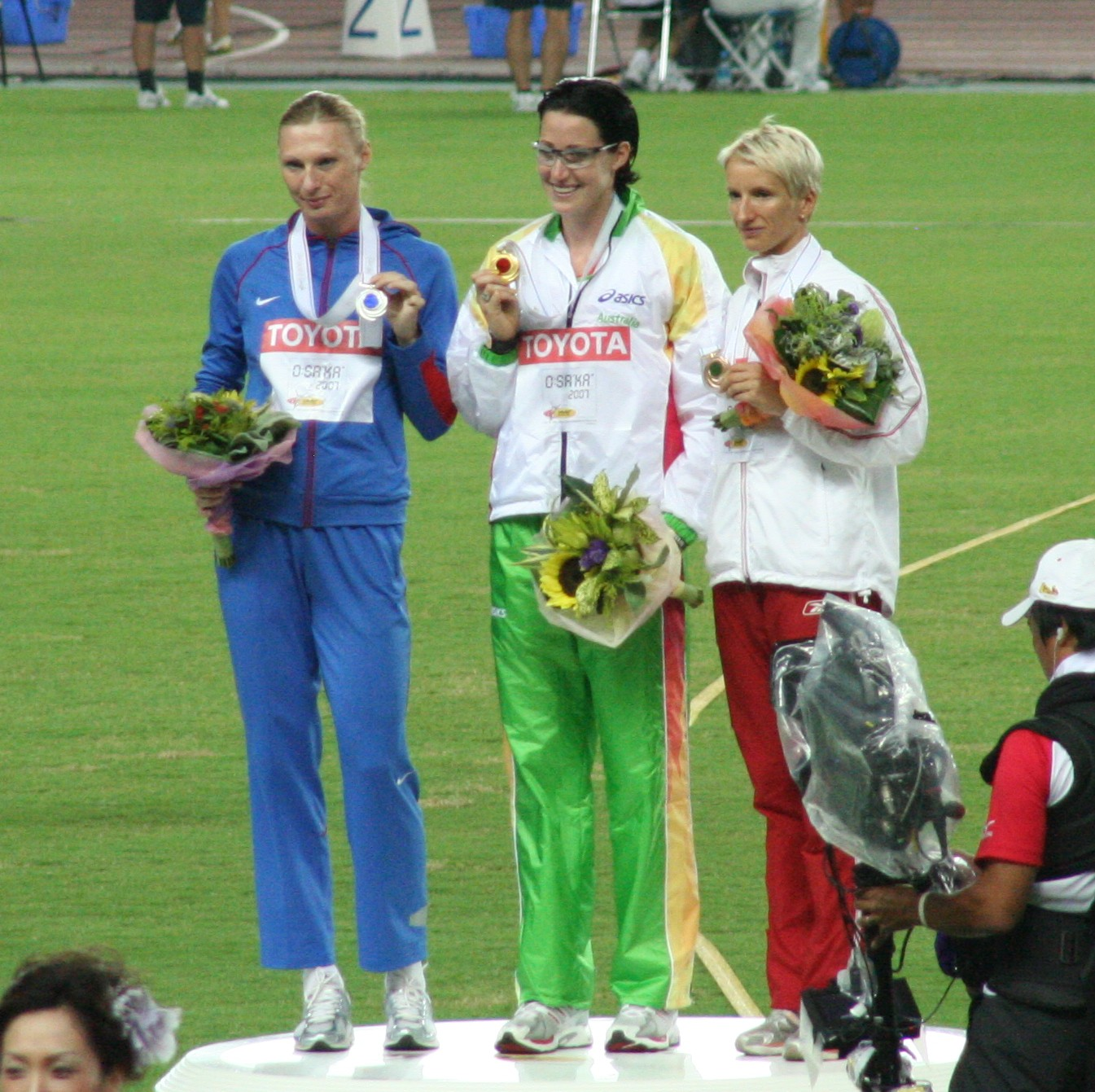
Die Medaillengewinnerinnen bei der Siegerehrung
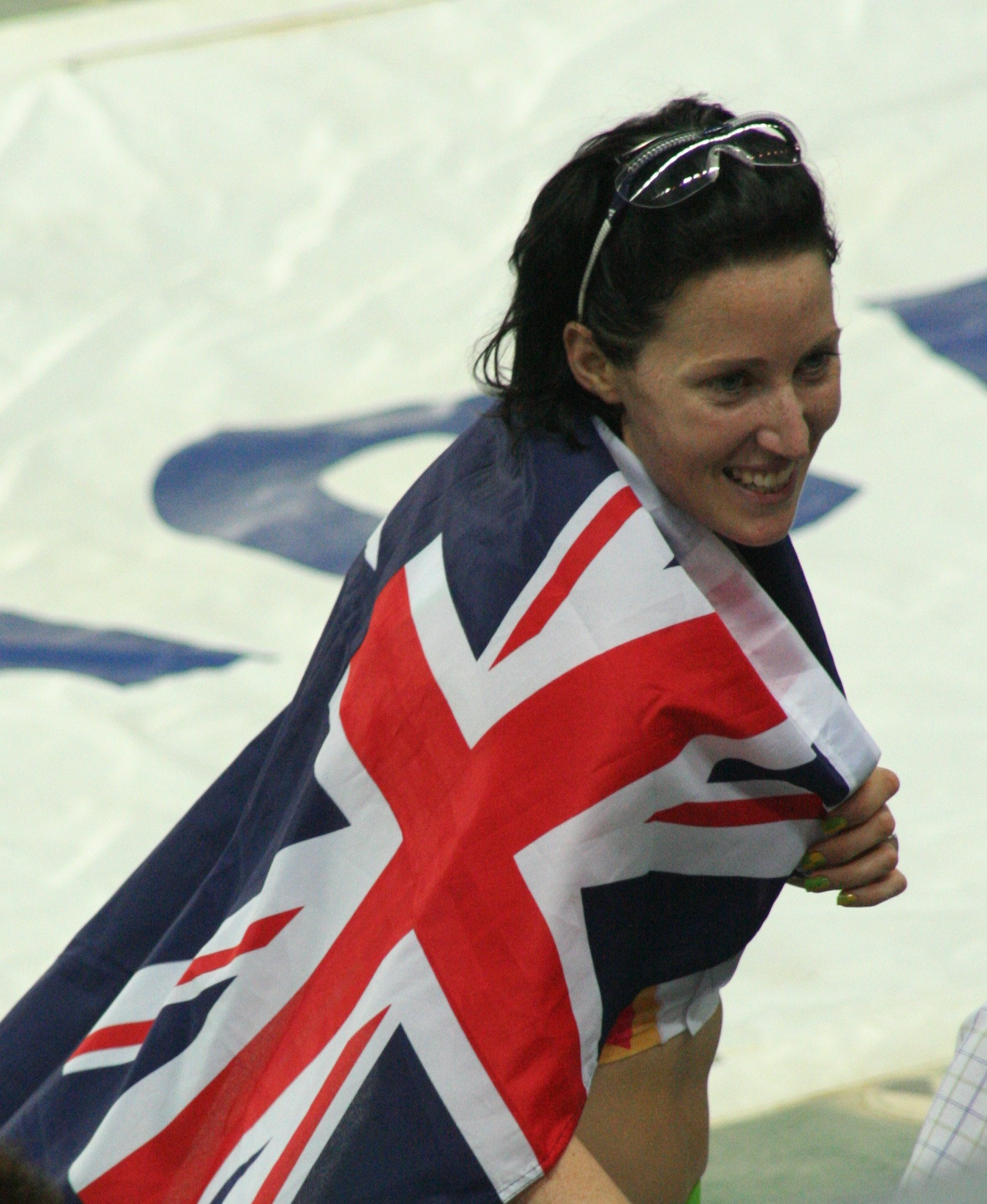
Weltmeisterin Jana Pittman feierte ihren zweiten WM-Titel
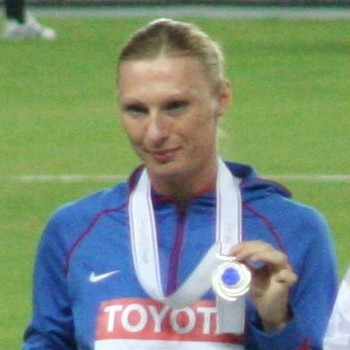
Die Titelverteidigerin und Weltrekordinhaberin Julija Petschonkina gewann diesmal Silber
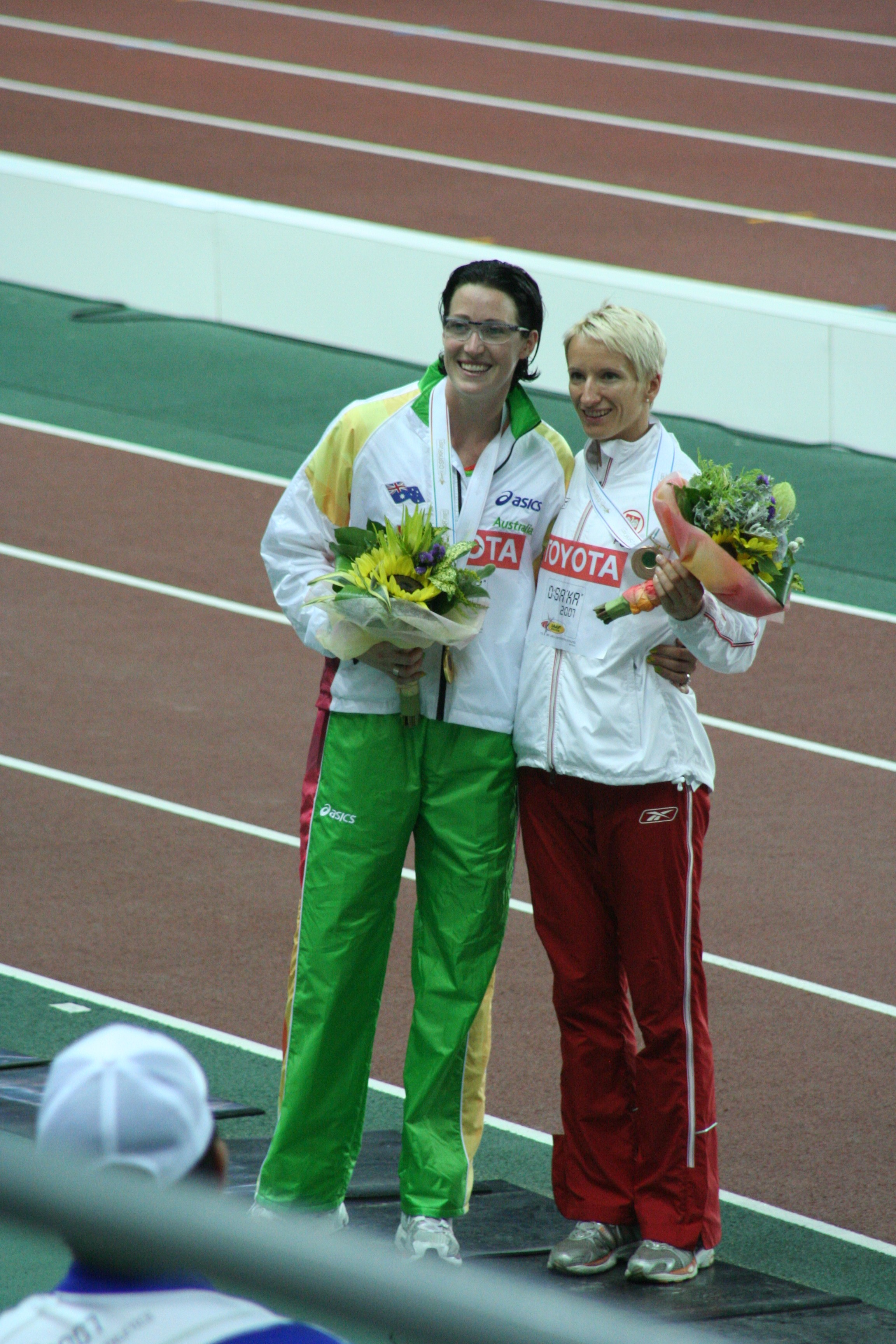
Bronzemedaillengewinnerin Anna Jesień (rechts), 2002 EM-Dritte, zusammen mit Jana Pittman
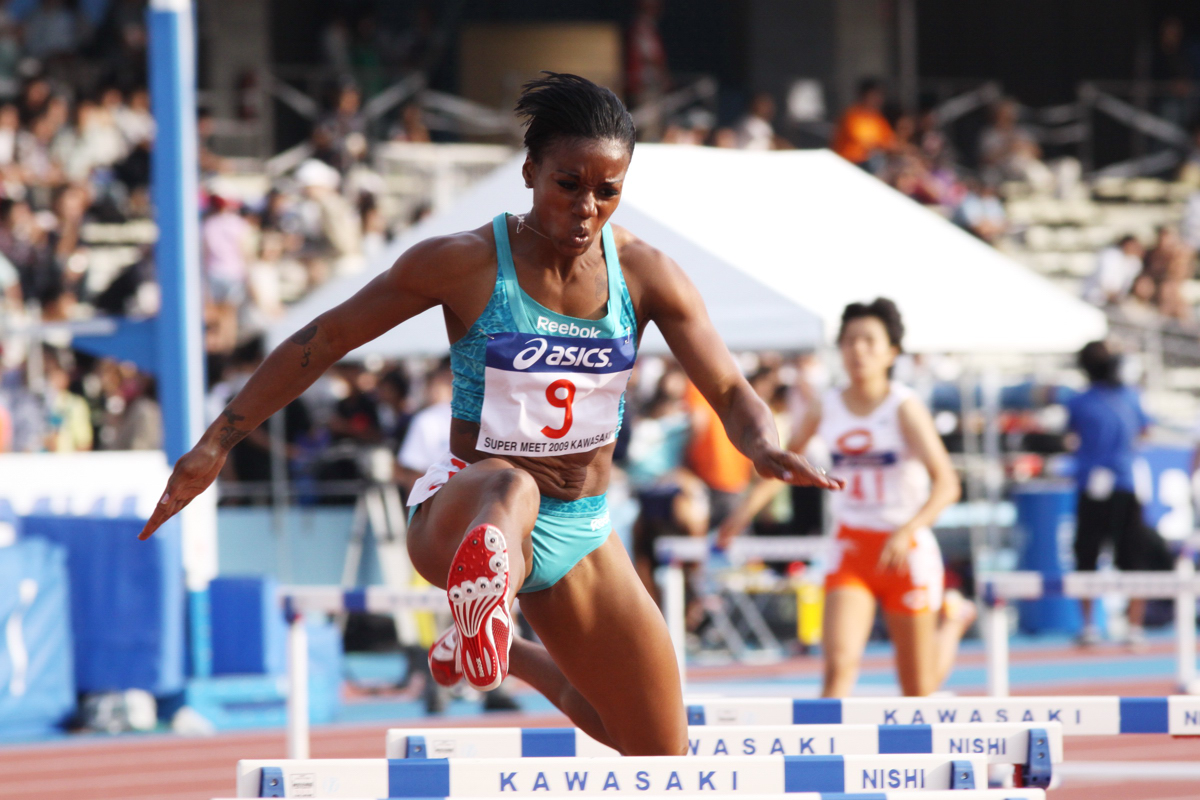
Die siebtplatzierte Tiffany Williams
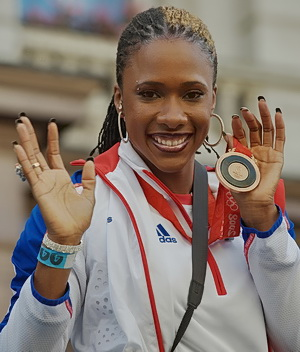
Rang acht für Tasha Danvers-Smith

## Video
- Rawlinson takes 400-meter hurdles title, youtube.com, abgerufen am 6. November 2020